# Jane Asher
Jane Mary Asher (Londra, 5 aprile 1946) è un'attrice britannica.
È sposata con il fumettista Gerald Scarfe e fu compagna di Paul McCartney.

## Biografia
Seconda di tre figli, suo padre Richard Asher era consulente per le malattie ematiche e mentali al Central Middlesex Hospital di Acton, Londra; sua madre Margaret Eliot era insegnante di oboe alla Guildhall School of Music and Drama; suo fratello maggiore, Peter Asher, è un produttore musicale e negli anni sessanta ha fatto parte, assieme a Gordon Waller, del duo folk Peter & Gordon; sua sorella minore, Clare Asher, è un'attrice radiofonica.
Il debutto di Jane Asher, da bambina, fu nel ruolo di Nina nel film Mandy la piccola sordomuta (1952). Altri film importanti furono il fantascientifico L'astronave atomica del dottor Quatermass (1955) e Quell'estate meravigliosa (1961), accanto a Kenneth More e Susannah York. Recitò anche nel film e nel programma tv della Disney Il Principe e il Povero e apparve alla tv inglese in tre episodi della serie televisiva Robin Hood (1956-1958), nei quali lavorò fianco a fianco col fratello Peter, e al Juke Box Jury della BBC.

### La relazione con Paul McCartney

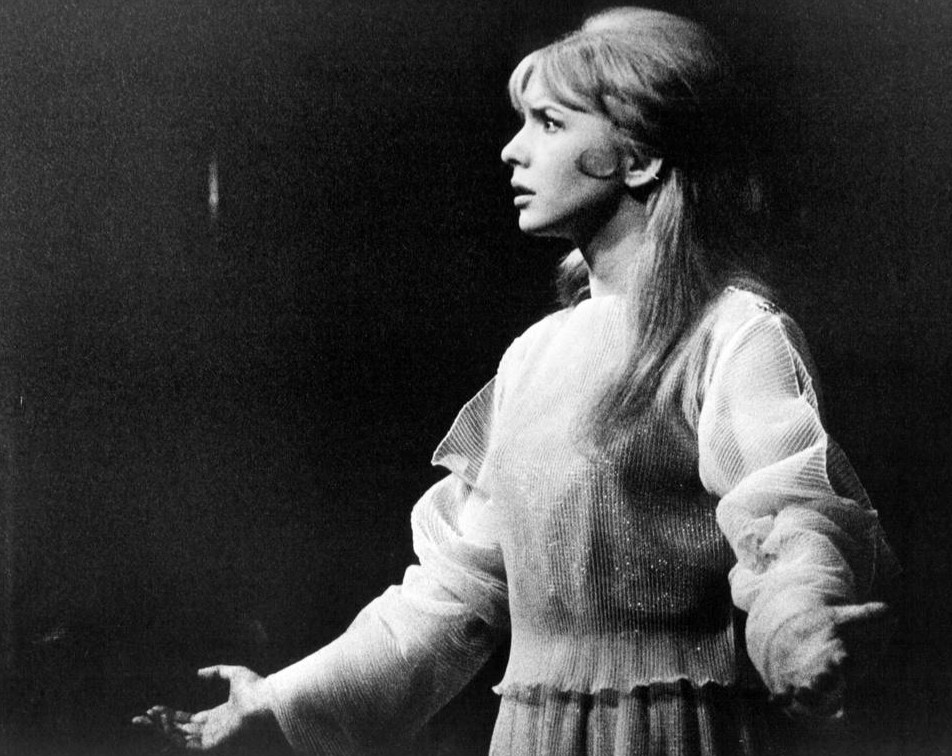
Asher nel ruolo di Giulietta durante una tournée americana del Bristol Old Vic nel 1967

Nel 1963, Jane Asher intervistò i Beatles. Un fotografo del programma Radio Times della BBC chiese loro di posare con l'attrice. Subito dopo lei intraprese una relazione di cinque anni con Paul McCartney, con il quale si fidanzò ufficialmente solo nel 1967. Secondo la leggenda, fu lei a ispirare alcune canzoni di Paul, come Here, There and Everywhere, I'm Looking Through You, You Won't See Me, We Can Work It Out, And I Love Her e For No One (tutte però accreditate, per un accordo non scritto, a Lennon/McCartney).
McCartney scrisse parecchie canzoni dei Beatles a casa di Jane Asher, in particolare in una stanza usata per le lezioni di musica. Casa Asher – dove Paul si era ormai insediato stabilmente – era per il Beatle anche un luogo di stimoli culturali e intellettuali. Il giorno di Natale del 1967, la coppia annunciò il fidanzamento ufficiale, e lei accompagnò Paul in India nel febbraio e marzo 1968. Jane ruppe il fidanzamento nei primi mesi del 1968, dopo che, tornata da Bristol, trovò Paul a letto con un'altra donna. Pensarono di riallacciare la relazione, ma ruppero definitivamente nel luglio 1968. Jane Asher ha più volte sottolineato di non voler discutere di questa parte della sua vita. Per questo, è descritta dal biografo dei Beatles Hunter Davies come la persona più vicina ai Beatles che non abbia mai pubblicato testimonianze su di loro.

### La carriera di attrice
Recitò in La maschera della morte rossa (1964) di Roger Corman, Alfie (1966) con Michael Caine, e La ragazza del bagno pubblico (1970) di Jerzy Skolimowski. Fu però più attiva sul piccolo schermo: The Stone Tape (1972), Rumpole of the Bailey (1978), Brideshead Revisited (1981); nel ruolo di Faith Ashley in Wish Me Luck (tre serie dal 1987 al 1989); The Mistress (1985-1987), Crossroads (2003) nel ruolo della proprietaria d'albergo Angel Samson. Anche se la terza serie (quella in cui recitava la Asher) fu disprezzata dai fan puristi di Crossroads e durò solo qualche mese, il carisma della signora Samson e l'interpretazione di Jane fecero il successo di quella parte.
Apparve come ospite in famose serie televisive britanniche, come The Goodies e Punky Business, si fece sentire spesso in radio e continuò a recitare come protagonista, ad esempio nel film Funeral Party (2007) di Frank Oz.

### Matrimonio e la tarda carriera
Nel 1971 conobbe l'illustratore Gerald Scarfe, che sposò il 13 settembre 1981. Hanno tre figli.
Divenuta famosa anche per i suoi libri di ricette, la Asher dirige una società di produzione di torte e dolci per occasioni speciali, e continua a recitare in televisione e in teatro.
È presidentessa dell'associazione Arthritis Care e membro onorario della British Humanist Association. È anche presidentessa della National Autistic Society e della Parkinson's Desease Society of the United Kingdom.

## Filmografia

### Cinema
- Mandy, regia di Alexander Mackendrick (1952)
- Third Party Risk, regia di Daniel Birt (1954)
- Il grido del sangue (Dance Little Lady), regia di Val Guest (1954)
- Adventure in the Hopfields, regia di John Guillermin (1954)
- L'astronave atomica del dottor Quatermass (The Quatermass Xperiment), regia di Val Guest (1955)
- Charley Moon, regia di Guy Hamilton - musical (1956)
- Quell'estate meravigliosa (The Greengage Summer), regia di Lewis Gilbert (1961)
- A for Andromeda, Regia di John Strickland (1961)
- Così bella così sola così morta (Girl in the Headlines), regia di Michael Truman (1963)
- La maschera della morte rossa (The Masque of the Red Death), regia di Roger Corman (1964)
- Alfie, regia di Lewis Gilbert (1966)
- The Winter's Tale, regia di Frank Dunlop (1967)
- The Buttercup Chain, regia di Robert Ellis Miller (1970)
- La ragazza del bagno pubblico (Deep End), regia di Jerzy Skolimowski (1970)
- Enrico VIII: tutte le donne del re (Henry VIII and His Six Wives), regia di Waris Hussein (1972)
- Careless Love, regia di Francine Winham – cortometraggio (1976)
- Der Prinz und der Bettelknabe, regia di Don Chaffey (1981)
- Mani in alto! (Rece do góry), regia di Jerzy Skolimowski (1981)
- Runners, regia di Charles Sturridge (1983)
- Il successo è la miglior vendetta (Success Is the Best Revenge), regia di Jerzy Skolimowski (1984)
- Dreamchild, regia di Gavin Millar (1985)
- Paris by Night, regia di David Hare (1988)
- A Night of Comic Relief 2, regia di (1989)
- Closing Numbers, regia di Stephen Whittaker (1993)
- Tirante el Blanco, regia di Vicente Aranda (2006)
- Christmas Cooks, regia di Ashley S. Gorman (2006)
- Funeral Party (Death at a Funeral), regia di Frank Oz (2007)
- George Harrison: Living in the Material World, regia di Martin Scorsese (2011)

### Televisione
- The Buccaneers – serie TV, episodi 1x32-1x34 (1957)
- La spada della libertà (Sword of Freedom) – serie TV, episodio 1x32 (1957)
- Queen's Champion – miniserie TV (1958)
- Castle Dangerous, regia di John Hunter Blair, C.E. Webber – film TV (1958)
- Robin Hood (The Adventures of Robin Hood) – serie TV, episodi 1x28-3x13-3x31 (1956-1958)
- The Four Just Men – serie TV, episodio 1x20 (1960)
- ITV Television Playhouse – serie TV, episodio 6x28 (1961)
- Home Tonight – serie TV, 5 episodi (1961)
- ITV Play of the Week – serie TV, 5 episodi (1961-1967)
- Dr. Finlay's Casebook – serie TV, episodio 1x12 (1962)
- Dixon of Dock Green – serie TV, episodio 9x05 (1962)
- Out of This World – serie TV, episodio 1x04 (1962)
- Disneyland – serie TV, episodi 8x21-8x22-8x23 (1962)
- Jezebel ex UK – serie TV, episodio 1x13 (1963)
- The Brothers Karamazov – serie TV, episodio 1x01 (1964)
- The Indian Tales of Rudyard Kipling – serie TV, episodio 1x15 (1964)
- Love Story – serie TV, episodio 2x05 (1964)
- About Religion – serie TV, episodio 1x16 (1964)
- Il Santo (The Saint) – serie TV, episodi 2x17-2x22 (1963-1964)
- Knock on Any Door – serie TV, episodio 1x01 (1965)
- The Mill on the Floss – serie TV, 4 episodi (1965) - Maggie Tulliver
- The Eamonn Andrews Show – serie TV, episodi 1x38-3x02 (1965-1966)
- Summer Playhouse – serie TV, episodio 1x06 (1967)
- Our World, regia di Derek Burrell – film TV (1967)
- Journey to the Unknown – serie TV, episodio 1x02 (1968)
- Half Hour Story – serie TV, episodio 2x03 (1968)
- Dee Time – serie TV, episodio 1x84 (1968)
- Wicked Women – serie TV, episodio 1x04 (1970)
- The Stone Tape, regia di Peter Sasdy – film TV (1972)
- ITV Saturday Night Theatre – serie TV, episodi 2x26-4x30 (1970-1972)
- Play of the Month – serie TV, episodi 8x02-9x03 (1972-1973)
- Wessex Tales – serie TV, episodio 1x02 (1973)
- The Adventurer – serie TV, episodio 1x16 (1973)
- 2nd House – serie TV, episodio 1x19 (1976)
- The Goodies – serie TV, episodio 7x04 (1977)
- Le avventure di Bailey (Rumpole of the Bailey) – serie TV, episodio 1x02 (1978)
- Hawkmoor – serie TV, episodio 1x02 (1978)
- Hazell – serie TV, episodio 1x01 (1978)(1978)
- Ritorno a Brideshead (Brideshead Revisited) – serie TV, episodi 1x08-1x09 (1981)
- Jackanory – serie TV, episodi 1x1337-1x1358 (1974-1981)
- Omnibus – serie TV, episodio 1x22 (1981)
- East Lynne, regia di David Green – film TV (1982)
- Love Is Old, Love Is New – serie TV, 4 episodi (1982)
- Il brivido dell'imprevisto (Tales of the Unexpected) – serie TV, episodio 7x06 (1984)
- A Voyage Round My Father, regia di Alvin Rakoff – film TV (1984)
- Bright Smiler, regia di David Carson – film TV (1985)
- The Mistress – serie TV, 6 episodi (1985)
- Wish Me Luck – serie TV, 22 episodi (1988-1990)
- Forty Minutes – serie TV, 4 episodi - narratore (1988-1989)
- Murder Most Horrid – serie TV, episodio 1x02 (1991)
- Tonight at 8.30 – serie TV, episodio 1x07 (1991)
- French and Saunders – serie TV, episodi 3x07-4x04 (1990-1993)
- Hollywood U.K. – serie TV, episodio 1x02 (1993)
- MasterChef – serie TV, episodi 3x03-5x05 (1992-1994)
- I ragazzi del coro (The Choir) – serie TV, episodi 1x03-1x04-1x05 (1995)
- Surprise Surprise! – serie TV, episodio 12x07 (1995)
- Good Living – serie TV, numero episodi sconosciuto (1997)
- E! True Hollywood Story – serie TV, episodio 1x99 (1999)
- Doctors – soap opera, puntata 4x44 (2002)
- Crossroads – soap opera, 18 puntate (2003)
- Today with Des and Mel – serie TV, 1 episodio (2003)
- Miss Marple (Agatha Christie's Marple) – serie TV, episodio 1x02 (2004)
- Grumpy Old Women at Christmas – documentario (2004)
- New Tricks - Nuove tracce per vecchie volpi (New Tricks) – serie TV, episodio 2x08 (2005)
- A for Andromeda, regia di John Strickland – film TV (2006)
- Another Girl, Another Planet – cortometraggio documentario (2006)
- Le avventure di Sarah Jane (The Sarah Jane Adventures) – serie TV, episodi 1x07-1x08 (2007)
- Holby City – serie TV, 23 episodi (2007-2010)
- This Morning – serie TV, 2 episodi (2003-2007)
- British Film Forever – serie TV, episodi 1x02-1x04 (2007)
- 50 Ways to Leave Your TV Lover, regia di Julie Bradshaw – documentario (2008)
- 50 Greatest TV Endings, regia di Mike Wiseman – documentario (2008)
- Drama Trails – serie TV, episodio 1x05 (2008)
- Breakfast – serie TV, 3 episodi (2007-2008)
- The Alan Titchmarsh Show – serie TV, 1 episodio (2008)
- The Palace – serie TV, 8 episodi (2008)
- James May's Toy Stories – serie TV, episodi 1x02-1x05 (2009)
- Ghosts in the Machine, regia di John Moulson – documentario (2009)
- The Old Guys – serie TV, numero episodi sconosciuto (2009-2010)
- Poirot (Agatha Christie's Poirot) – serie TV, episodio 12x02 (2010)
- The 5 O'Clock Show – serie TV, episodio 1x25 (2010)
- A History of Horror with Mark Gatiss – serie TV, episodio 1x02 (2010)
- Waterloo Road – serie TV, episodio 7x18 (2011)
- The Roasts of Christmas Past, regia di Rachel Boyd – documentario - voce (2011)
- Starting Out: The Making of Jerzy Skolimowski's Deep End, regia di Robert Fischer – documentario (2011)
- Them from That Thing – serie TV, episodi 1x01-1x02 (2012)
- Dancing on the Edge – serie TV, numero episodi sconosciuto (2012)